# Oetker Collection
Die Oetker Collection KG (bis 2025: Geschwister Oetker Beteiligungen KG), mit dem Stammsitz im ostwestfälischen Bielefeld ist einer der größten international tätigen deutschen Familienkonzerne. Sie entstand im Jahr 2021 mit der Aufteilung der Oetker-Gruppe.

## Geschichte
Im Juli 2021 gaben die Gesellschafter der Dr. August Oetker KG die Aufteilung der Unternehmen der bisherigen Oetker-Gruppe in zwei unabhängig voneinander agierende Unternehmensgruppen bekannt.
Im Zuge der Teilung der Oetker-Gruppe, welche seit dem 1. November 2021 wirksam ist, wurde durch die drei Kinder aus der dritten Ehe von Rudolf-August Oetker (Alfred Oetker, Ferdinand Oetker und Julia Oetker), die Geschwister Oetker Beteiligungen KG gegründet.
In den ersten Geschäftsmonaten November und Dezember 2021 erwirtschaftete das Unternehmen bereits einen Gesamtumsatz von 485 Millionen Euro.
In einer Pressemitteilung vom 3. September 2024 gab der Konzern bekannt, dass die Gesellschafterin Julia Oetker aus der Unternehmensgruppe ausschied. Daraufhin wurde das Unternehmen 2025 umfirmiert in Oetker Collection KG.

## Struktur der Geschwister Oetker Unternehmensgruppe

### Unternehmensstruktur
Die Geschwister Oetker Unternehmensgruppe unterteilt sich in 150 Unternehmen in fünf Geschäftsbereiche.
| Geschwister Oetker Unternehmensgruppe | Geschwister Oetker Unternehmensgruppe | Geschwister Oetker Unternehmensgruppe | Geschwister Oetker Unternehmensgruppe | Geschwister Oetker Unternehmensgruppe                                                              |
| Sekt, Wein und Spirituosen            | Nahrungsmittel                        | Spezialchemie                         | Hotellerie                            | Weitere Interessen                                                                                 |
| ------------------------------------- | ------------------------------------- | ------------------------------------- | ------------------------------------- | -------------------------------------------------------------------------------------------------- |
| Henkell & Co. Sektkellerei KG         | Martin Braun-Gruppe                   | Chemische Fabrik Budenheim            | Oetker Hotel Management Company       | Columbus Properties Inc. Atlantic Fortfaitierungs AG Belvini.de GmbH Rudolf-August Oetker-Stiftung |

Sekt, Wein und SpirituosenIm Geschäftsbereich Sekt, Wein und Spirituosen ist Henkell Freixenet das Leitunternehmen. Die Sektmarken Henkell Trocken, Freixenet, Fürst von Metternich, Deinhard und die Spirituosen-Marken Wodka Gorbatschow, Kuemmerling und Pott Rum sind nur einige Marken dieses Geschäftsbereichs, dessen Umsatz sich auf rund 1,326 Mrd. Euro beläuft (2021).
NahrungsmittelDie Martin Braun-Gruppe bildet den Geschäftsbereich Nahrungsmittel in der Unternehmensgruppe.
SpezialchemieDie Chemische Fabrik Budenheim in Budenheim am Rhein ist das Leitunternehmen des Geschäftsbereichs Spezialchemie.
Hotelmanagement und HotelsDie Oetker Collection bildet mit einigen Hotels des oberen Preissegments wie etwa das Brenners Park-Hotel & Spa in Baden-Baden und das Le Bristol in Paris den Geschäftsbereich Hotellerie.
Weitere InteressenZur Geschwister Oetker Beteiligungen-Gruppe gehören weiterhin unter anderem die US-amerikanische Columbus Properties Inc., die schweizerische Atlantic Fortfaitierungs AG, die deutsche Belvini.de GmbH sowie die Kunstsammlung Rudolf-August Oetker GmbH. Der Geschäftsbereich „Weitere Interessen“ erzielte im Jahr 2021 einen Gesamtumsatz von rund 9 Mio. Euro.

### Unternehmensführung
Verantwortlich für Strategie und Ausrichtung ist das siebenköpfige Management-Team, bestehend aus den persönlich haftenden Gesellschaftern Alfred Oetker und Ferdinand Oetker sowie den Geschäftsführern der größten Unternehmensgruppen innerhalb der Geschwister Oetker Beteiligungen-Gruppe Andreas Brokemper (Henkell Freixenet), Detlev Krüger (Martin Braun-Gruppe), Stefan Lihl (Chemische Fabrik Budenheim), Timo Grünert (Oetker Collection) und Harald Schaub als CFO der Geschwister Oetker Beteiligungen-Gruppe.
Ebenfalls wirkte die Gesellschafterin Julia Oetker bis zu ihrem Ausscheiden im September 2024 an der strategischen Ausrichtung mit.

### Anteilseigner
Gründer und Anteilseigner der Geschwister Oetker Beteiligungen-Gruppe waren die drei Kinder aus der dritten Ehe von Rudolf-August Oetker: Ferdinand Oetker, Alfred Oetker und Julia Oetker.
Zum 1. September 2024 schied Julia Oetker aus der Unternehmensgruppe aus.
Anteilseigner sind seitdem:
- Ferdinand Oetker
- Alfred Oetker